# Betton, Ille-et-Vilaine
Betton (tiếng Breton: Lanvezhon, Gallo: Beton) là một xã của tỉnh Ille-et-Vilaine, thuộc vùng Bretagne, miền tây bắc nước Pháp.

## Dân số
Người dân ở Betton được gọi là Bettonnais.
Theo điều tra dân số năm 1999, xã này có số dân là 8547 người.
Dân số ước tính vào năm 2006 là 9103 người.